# HD 10307

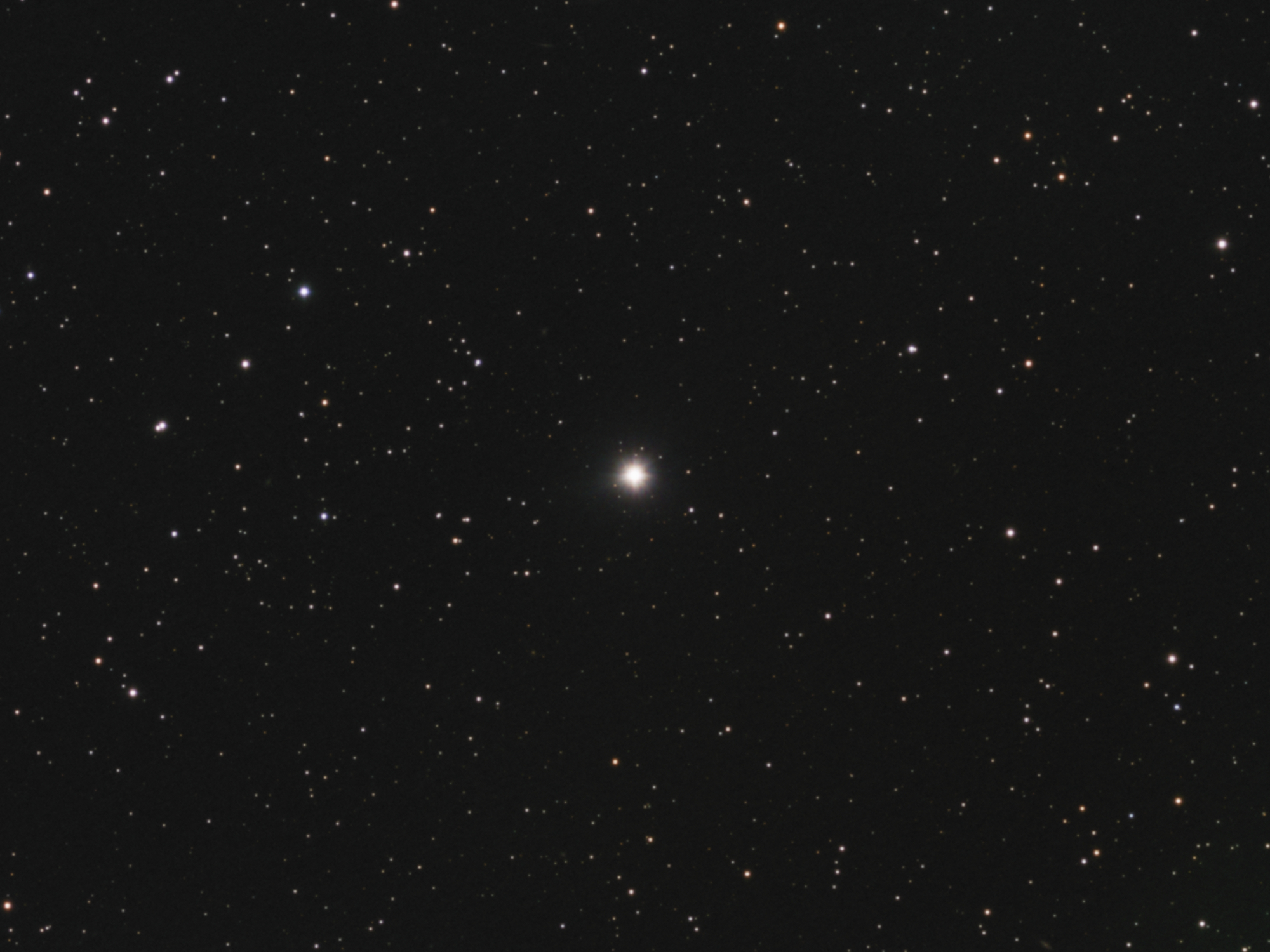
HD 10307及周边恒星

HD 10307，又名BD+41 328，SAO 37434、HR 483，是一颗仙女座的恒星，视星等为4.95，位于銀經132.7，銀緯-19.3，其B1900.0坐标为赤經1h 35m 41.6s，赤緯+42° -19.3′ 42″。